# وراتیسلاوکا
وراتیسلاوکا (به لاتین: Vratislávka) یک منطقهٔ مسکونی در جمهوری چک است که در شهرستان برنو-ونکوو واقع شده‌است. وراتیسلاوکا ۳٫۴۹ کیلومتر مربع مساحت و ۸۶ نفر جمعیت دارد و ۵۴۴ متر بالاتر از سطح دریا واقع شده‌است.